# テオドル・ビャルナソン
テオドル・エルマル"テディ"・ビャルナソン（Theódór Elmar "Teddy" Bjarnason、1987年3月4日 - ）はアイスランド・レイキャヴィーク出身の同国代表サッカー選手。ポジションはMF。

## 経歴
セルティックFCに入団する前は、KRレイキャヴィークでプレーしていた。また、16歳の時にノルウェーのクラブ・IKスタルトのリザーブチームで1シーズンプレー。プロ契約のオファーを断り、アイスランドに戻っていった。
2006-07シーズン最後の試合にセルティックFCでデビュー。90分フル出場すると、セルティックのウェブサイトでマン・オブ・ザ・マッチに選ばれた。2007年のカップ戦決勝のダムファーリンFC戦、1-0と勝利し優勝。ベンチ入りしたが、出番はなかった。2007年5月21日に2年・2009年夏までの契約延長にサインした。また、6月13日に新たに3年契約を結んだ。
2008年1月15日に、出番を求めてFKリンへ移籍。
FKリンの深刻な財政難により、2009年7月22日にIFKヨーテボリへ移籍した。
2012年、ラナースFCに移籍。しかし、故障のためシーズン開幕から6か月間プレーできなかった。
2015年6月、オーフスGFに移籍。
2017年、トルコのエラズースポルに移籍。

## 代表
2007年5月のリヒテンシュタイン代表戦に初招集。6月6日のスウェーデン代表戦でA代表デビューを果たす。0-5と惨敗したが、チームのベストプレーヤーに選ばれた。